# هنري ألين
هنري ألين (بالإنجليزية: Henry Allen)‏ (1 يناير 1896 في المملكة المتحدة - 1 يناير 1976) هو لاعب كرة قدم بريطاني (وحمل سابقاً جنسية المملكة المتحدة لبريطانيا العظمى وأيرلندا) في مركز الهجوم. لعب مع تشارلتون أثلتيك ونادي ساوثيند يونايتد ونادي غيلينغهام وGnome Athletic F.C. ‏.